# 10968 Sterken
10968 Sterken (4393 T-1) là một tiểu hành tinh vành đai chính. Nó được đặt tên cho Christiaan Sterken.